# Borups Selskab
Borups Selskab med det fulde navn Det Dramatiske literaire Selskab var et af mange selskaber i klubperioden i slutningen af 1700-tallet. Det var stiftet af blandt andre forfatterne Knud Lyne Rahbek, Thomas Thaarup og maleren Johan Herman Cabott og eksisterede fra 1780 til 1841.
Klubvæsenet stammer fra 1700-tallets England og har især vundet indpas i den engelsktalende verden.
I Danmark opstod det efter engelsk mønster ca. 1770.
Borups Selskab fungerede især som privatteater og havde navn efter en stolemager Borup der var den første der lagde plads til selskabets opførelser. Ifølge Jacob Davidsen var det i Store Kongensgade,  "...derefter paa Hjørnet af Landemærket og Lille Kjøbmagergade og senest i "Vildmanden" paa Østergade. ..."
Jacob Davidsen skriver om situationen for klubber og selskaber omkring 1820:
"... I 1820 bestod i Kjøbenhavn følgende Klubber og Selskaber: Selskabet Borgersamfundet (47 Medl.), det borgerlige Selskab (186 Medl), det bestandige borgerlige Selskab (196 Medl.), det borgerlige Enigheds-Selskab (116 Medl.), Selskabet Clio (104 Medl.), Det dramatiske literære Selskab, ogsaa kaldet det Borup'ske Selskab (77 Medl.), det dramatiske Selskab "Constantia" (50 Medl.), det dramatiske Selskab "Thalia" (51 Medl.), det dramatiske Selskab: "Det Skjønnes muntre Dyrkere" (32 Medl.), Enigheds-Selskabet (162 Medl.), "den nye Forening", ogsaa kaldet Dreyers Klub (271 Medl.), Harmonien (270 Medl.), Kongens Klub (172 Medl.), det musikalske Akademi (40 Medl.), det forenede musikalske Selskab (148 Medl.), Venneforeningen (16 Medl), det venskabelige Selskab (226 Medl.) og Selskabet "de forenede Venner" (65).
Det samlede Antal af Medlemmer var saaledes 2229, og det kan i og for sig vel ikke betragtes som meget stort; men naar det betænkes, at Kjøbenhavn dengang havde en Folkemængde af næppe 100,000 Indbyggere, og at de fleste af disse Klubmedlemmer vare Familiefædre, som paa Grund af Klubbernes forhen omtalte mere exklusive Karakter nærmest hørte til Befolkningens højere stillede Klasser, saa vil man heraf kunne skjønne, at Klublivet var meget søgt, og at det hørte til den gode Tone at deltage deri.
I den anførte Fortegnelse er der nævnt ikke mindre end fem dramatiske Selskaber, og disse kunne ogsaa ret vel henregnes til Klubberne, fordi de, hvorvel de havde en særegen Bestemmelse, desuden havde lignende selskabelige Sammenkomster til Formaal som hine. Men Hovedsagen var at give sceniske Forestillinger. Theatret har altid været et Hovedmoment i de kjøbenhavnske Adspredelser, og Lysten til selv at agere, til at prøve det Trylleri, der knytter sig til sceniske Forestillinger, selv om man gaar en anden Livsbane, er ikke sjælden forbunden med den herskende Forkjærlighed for Theatret. ..." 
   − Jacob Davidsen, citeret fra 1910-udgaven fra Eremit.dk, side 144 
.. og videre om medlemmerne generelt og om Rahbeks og Thorvaldsens præstationer på scenen:
"... Gjennem en lang Række af Aar hævdede det en stor Anseelse saavel ved sine mønsterværdige Privatforestillinger, hvori enkelte af det kgl. Theaters Personale medvirkede, foruden at flere Kapelmusici medvirkede i Orkestret, som ogsaa derved, at det blandt sine Medlemmer talte mange ansete Mænd af Embedsstanden og Literaturen.
Af ældre Skuespillere optraadte Rosing, Knudsen, Rind o. fl., og Nielsen forsøgte sig her, før han gik over til Nationaltheatret. Blandt dem, der, uden at være Skuespillere af Faget, udfoldede et ikke ringe scenisk Talent, nævnes Wienernes Fader, afdøde Havneskriver Wiehe, Stephen Heger, Etatsraad L.N. Hvidt, Etatsraad Salicath, Etatsraad Dr. Otto.
Rahbek selv optraadte oftere, navnlig i holbergske Stykker som Jeronimus, skjønt han aldeles ikke havde Anlæg til at spille Komedie. Man tillod, at han spillede, fordi han ønskede det, og hans Præstationer vakte vel almindelig Munterhed, men han mærkede ikke, at man morede sig paa hans Bekostning.
For at give et Begreb om hans Spil i det hele vil det, som afd. Etatsraad Otto fortæller i en Artikel i "For Romantik og Historie", være tilstrækkeligt at anføre, at han i alle sine Roller ufravigelig iagttog sine gamle Vaner. Han holdt saaledes altid helst begge Hænderne bag paa Ryggen, hvor de generede ham mindst, og paa de mest upassende Steder drejede han uafladelig Tommelfingeren paa højre Haand i Fladen paa den venstre o. s. v. Otto fortæller flere karakteristiske Anekdoter om Rahbeks Komediespil.
Som oftest lærte han ikke sine Roller ordenlig, og han staar saaledes i Borups Selskabs Protokoller flere Gange mulkteret "paa Grund af Uvidenhed" i dem. En Aften, da han spillede i et Stykke, der hed "Desertøren", tog han hvert Øjeblik den ene Replik efter den anden fra sine Medspillende, og da en af dem gjorde ham Bebrejdelser i den Anledning, svarede han ganske rolig: "Jeg skal sige Dig, min Broder, jeg har selv oversat Stykket og spillet forskjellige Roller i det; hver Gang Suffløren derfor angav en Replik, troede jeg, det var min. ..."
"... Otto fortæller ogsaa, at man en Aften havde faaet Thorvaldsen op paa Brædderne i Borups Selskab. Han og Rahbek vare alene paa Scenen, og Thorvaldsen skulde sige den eneste Replik, han havde; men den udeblev ganske. "Naa, hvad bliver det til?" hviskede Rahbek ivrig til sin Medspillende, men han vedblev at bevare den samme haardnakkede Tavshed. "Sig dog noget! sig, hvad der falder Dig ind!" sagde Rahbek halv højt og utaalmodig. "Der falder mig slet ikke noget ind," svarede Thorvaldsen i en lav Tone, og denne naive Tilstaaelse hilstes naturligvis med en ustandselig Latter. ..."
    − Jacob Davidsen, citeret fra 1910-udgaven fra Eremit.dk, side 147f 